# Oinville-Saint-Liphard
Oinville-Saint-Liphard – miejscowość i gmina we Francji, w Regionie Centralnym, w departamencie Eure-et-Loir.
Według danych na rok 1990 gminę zamieszkiwały 272 osoby, a gęstość zaludnienia wynosiła 12 osób/km² (wśród 1842 gmin Centre, Oinville-Saint-Liphard plasuje się na 869. miejscu pod względem liczby ludności, natomiast pod względem powierzchni na miejscu 572.).